# Lampetis dives
Lampetis dives es una especie de escarabajo del género Lampetis, familia Buprestidae. Fue descrita científicamente por Germar en 1824.